# Rita Montero
Rita Lucía Montero (4 de maio de 1928 – 28 de junho de 2013) foi uma atriz e cantora argentina de teatro, cinema e televisão.

## Biografia
Montero nasceu no bairro de Palermo em Buenos Aires em 1928. Seus pais eram Severo Miguel Montero e Zelmira Oturbé. Seus avós paternos eram Sergio Pantaleón Montero e Emilia Solari. A história oral da sua família diz que eles descendem de Africanos que foram trazidos como escravos para a Argentina pelo almirante Guillermo Brown em meados do século 19.
Quando ainda estava no ensino fundamental ela trabalhou na primeira companhia de teatro infantil da Argentina, Teatro Infantil de Angelina Pagano, aparecendo na peça La Venganza de Las Mariposas. Ela fez sua estreia em filmes aos quinze anos de idade, quando o seu tio, o ator Vicente Álvarez, que também era agente de reservas para atores negros na indústria cinematográfica em Buenos Aires, deu a ela um papel como coadjuvante no filme Juvenilia em 1943.

## Carreira
Em 1946, quando ela estrelou em um papel principal no teatro, os jornais da época trouxeram a manchete Una morena asoma en el teatro porteño, traduzida como "Uma negra aparece no teatro em Buenos Aires". Isso foi particularmente significante porque naquela época as estrelas de teatro em Buenos Aires eram quase exclusivamente brancas.
Montero estrelou em vários filmes do que é considerada a era de ouro do cinema argentino, atuando ao lado de estrelas importantes como George Rigaud, Silvana Roth, Olga Zubarry, José Ruzzo, Guillermo Battaglia, Alberto Barcel, Enrique Chaico, Pablo Cumo, Enrique Muiño, Amalia Sánchez Ariño e Margarita Corona.
A nível nacional, ela atuou em vários locais, incluindo: Buenos Aires, Chubut, Córdoba, Mendoza, Neuquén, Jumps, San Juan, Santa Fé e Tucumán. Ela atuou em outros países, viajando para Montevidéu (1957 e 1976), Santiago de Chile (1957, 1959, and 1963), Lima (1964), Porto Alegre e São Paulo (1973).
Ela estudou canto com a cantora de ópera italiana María Naftri. Interpretou tangos e jazz, cantando em cafeterias, casas noturnas e bares. Gravou três discos, incluindo um álbum pela RCA Victor em 1961 com a orquestra de Carlos Garcia e Tangos de piel morena com Juan Pugliano em 2003. Também foi a vocalista para a orquestra de Barry Moral e o "Jazz Casino" de Tito Alberti.

## Filmografia
- 1943: Juvenilia
- 1945: Pampa bárbara
- 1946: Romance musical
- 1948: La Muerte Camina en la Lluvia
- 1948: María de los Ángeles
- 1949: ¿Por Qué Mintió la Cigüeña?
- 1950: Escuela de Campeones
- 1951: Sangre Negra
- 1954: El Grito Sagrado
- 1955: ¡Adiós Problemas!![4]

## Televisão
- Cajita Of Music, Canal 7
- 1960: The Show of Pinocho
- 1954: Hit of the One
- 1984: Saturdays of the Goodness
- The Show of the Grandparents, Canal 13

## Rádio
Fez algumas apresentações na Radio Belgrano e na Radio El Mundo (América y sus canciones em 1954).

## Teatro
- Sangre negra (1945), com Narciso Ibáñez Mint no Teatro Nacional.
- Mi querida Ruth (1946), dirigida por Antonio Cunill Cabanellas no Teatro Empire.
- En un viejo patio porteño (1950), com Sara Barrié, Olga Mom, Pablo Lagarde, Perla Grecco, Fernando Borel, entre outros.
- El bikini entró en órbita (1959)
- Vamos al Folies (1959)
- A la hora del té, comida y boíte (1959)
- Carnaval de las flores (1959)
- Carnaval Carioca (1962)
- Miren que cabeza loca (1964)
- Desnudo 64 (1964)
- Martes de Tango (1977)
- Pasión y muerte de Silverio Leguizamón (1983), no Teatro Municipal General San Martín.
- Como una lluvia de magnolias (2010)[5]

## Últimos anos
Viveu desde 1 de junho de 1989 na Casa del Teatro até a sua morte em 2013.

## Homenagens
Em 2010, foi-lhe entregue um prêmio por seu excelente trabalho e contribuição para a cultura afro-argentina e cultura em geral.